# إدوارد دوريل ستون
إدوارد دوريل ستون (بالإنجليزية: Edward Durell Stone) هو مهندس معماري أمريكي، ولد في 9 مارس 1902 في فايتفيل في الولايات المتحدة، وتوفي في 6 أغسطس 1978 في نيويورك في الولايات المتحدة.

## وصلات خارجية
- إدوارد دوريل ستون على موقع الموسوعة البريطانية (الإنجليزية)